# Jaap Boersma
Pour les articles homonymes, voir Boersma.
Jacob Boersma, dit Jaap Boersma, né le 2 décembre 1929 à Leeuwarden et mort le 6 mars 2012 à Amsterdam, est un économiste et homme politique néerlandais.

## Biographie

### Formation et vie professionnelle
Il s'inscrit à l'École économique néerlandaise de Rotterdam en 1946, mais poursuit son cursus en économie à l'université libre d'Amsterdam dès l'année suivante. En 1953, alors qu'il lui reste encore un an d'études, il est recruté comme économiste au département scientifique de la Fédération nationale des syndicats chrétiens (CNV), la confédération syndicale des travailleurs protestants, à Utrecht. Diplômé en 1954, il est nommé directeur du département scientifique de la CNV en 1961 et le reste neuf ans.

### Député puis ministre
À cette époque, il appartient au Parti antirévolutionnaire (ARP), la formation des chrétiens réformés. Il postule sans succès aux élections législatives du 15 mai 1963, mais il devient député à la Seconde Chambre des États généraux le 15 septembre 1964 à la suite de la libération d'un siège.
Le 6 juillet 1971, Jaap Boersma est nommé à 41 ans ministre des Affaires sociales dans le premier cabinet de coalition du Premier ministre chrétien-démocrate Barend Biesheuvel. Il est confirmé dans ses fonctions quand Biesheuvel forme un gouvernement temporaire le 9 août 1972.
Pour les élections législatives anticipées du 29 novembre suivant, il occupe la troisième place de la liste de l'ARP conduite par Biesheuvel. Il prend le 1er janvier 1973 l'intérim du ministère de l'Agriculture et de la Pêche après que son titulaire Pierre Lardinois a été nommé commissaire européen. Le 11 mai suivant, il est maintenu comme ministre des Affaires sociales dans le cabinet de coalition du Premier ministre travailliste Joop den Uyl. Avec Dries van Agt, ils sont les seuls ministres reconduits.

### Retrait de la politique
Il se présente aux élections législatives du 25 mai 1977 sur la liste de l'Appel chrétien-démocrate (CDA), emmenée par Van Agt et qui fédère les chrétiens-démocrates néerlandais. Il démissionne de son mandat parlementaire le 1er novembre 1978 et devient un mois plus tard directeur du génie et de la construction de la société OGEM, qui fournit en énergie les outre-mer néerlandais. 
Il refuse d'intégrer le CDA quand celui-ci se transforme en parti, en octobre 1980. Sans emploi entre janvier 1982 et septembre 1983, il est nommé à ce moment-là directeur de la propreté urbaine d'Amsterdam, une fonction qu'il occupe dix ans. Bien qu'il ne concoure plus à aucun scrutin, il rejoint en 1989 le Parti travailliste (PvdA), qu'il quitte en 1996.